# Bolbaffer
Bolbaffer is een geslacht van kevers uit de familie cognackevers (Bolboceratidae). De wetenschappelijke naam werd in 1969 gepubliceerd door Vulcano, Martinez en Pereira. In 2001 publiceerden Gussmann en Scholtz de resultaten van een systematische herziening van dit geslacht. Zij plaatsten er zeventien soorten in, waaronder acht nieuwe.
Deze kevers komen voor in het Afrotropisch gebied.

## Soorten
- Bolbaffer abditus (Petrovitz, 1969)
- Bolbaffer abyssinicus (Müller, 1941)
- Bolbaffer barbatus Gussmann & Scholtz, 2001
- Bolbaffer bidenticollis (Fairmaire, 1894)
- Bolbaffer bremeri Nikolajev, 1982
- Bolbaffer coriaceus (Petrovitz, 1969)
- Bolbaffer dudleyi Gussmann & Scholtz, 2001
- Bolbaffer gigas (Kolbe, 1894)
- Bolbaffer guineaensis Gussmann & Scholtz, 2001
- Bolbaffer mozambiquensis Gussmann & Scholtz, 2001
- Bolbaffer namibiensis Gussmann & Scholtz, 2001
- Bolbaffer nikolajevi Gussmann & Scholtz, 2001
- Bolbaffer princeps (Kolbe, 1894)
- Bolbaffer sasakii Gussmann & Scholtz, 2001
- Bolbaffer sebastiani Gussmann & Scholtz, 2001
- Bolbaffer splendidus (Petrovitz, 1969)
- Bolbaffer tenuelimbatus (Quedenfeldt, 1884)